# 白蘭恩球場站
白蘭恩球場站（Brann Stadion haldeplass）是卑爾根輕鐵1號線的車站。位於奧爾城鎮的山谷道（Inndalsveien）及韋斯特蘭郡縣道572號上。車站以位於東邊的白蘭恩體育會主場館白蘭恩球場而命名。由車站大約徒步約300米便可到達球場正門。

## 車站構造
採用標準的側式月台兩座，全長為約50米，全以右側上落。1號月台建於原來的行人路上，而2號月台則建於馬路上。月台中央部份為有蓋候車亭，設有多功能售票機、LED屏幕顯示屏及一張候車座椅，前後端皆為露天部份，同樣設有多張候車座椅及垃圾桶。
| 月台 | 路線    | 目的地         |
| ---- | ------- | -------------- |
| 1    | 1 1號線 | 卑爾根機場方向 |
| 2    | 1 1號線 | 城市公園方向   |

## 相鄰車站
卑爾根輕鐵
-   1   1號線

皇冠城 - 白蘭恩球場 - 華基朗

## 外部連結
- 卑爾根輕鐵白蘭恩球場站電子時間表 （页面存档备份，存于）